# 瞿维
瞿维（1917年5月9日—2002年5月20日），原名瞿世雄，男，江苏常州人，中国作曲家，中国音乐家协会原副主席。代表作为歌剧《白毛女》。

## 生平
1917年出生于江苏常州，1935年毕业于上海新华艺术专科学校，1938年加入中国共产党，1940年担任鲁迅艺术学院教师，1955年留学苏联，1959年毕业于莫斯科音乐学院，之后回国担任上海交响乐团作曲家。1961年率团出席第十六届布拉格之春国际音乐节。
2002年5月20日在江苏常州逝世，享年85岁。

## 家庭
妻子是作曲家寄明。